# Jorge Anchén
Jorge Luis Anchén Cajiga (ur. 17 sierpnia 1980 w Montevideo) – urugwajski piłkarz występujący na pozycji obrońcy.

## Kariera klubowa
Anchén karierę rozpoczynał w 1999 roku w zespole Danubio. W 2004 roku zdobył z nim mistrzostwo Urugwaju. W 2005 roku został wypożyczony do argentyńskiego Argentinos Juniors. W Primera División de Argentina zadebiutował 15 października 2005 roku w przegranym 1:2 pojedynku z Gimnasią de Jujuy. W Argentnos Juniors spędził rok i w 2006 wrócił do Danubio. Spędził tam jeszcze 1,5 roku.
Na początku 2007 roku Anchén przeszedł do Bella Visty. W 2008 roku trafił do szwedzkiego zespołu AIK Fotboll. W Allsvenskan zadebiutował 24 kwietnia 2008 roku w zremisowanym 1:1 pojedynku z Djurgårdens IF. W AIK spędził sezon 2008.
Na początku 2009 roku Anchén odszedł do argentyńskiego San Martín de Tucumán. Występował tam przez pół roku. Następnie grał w urugwajskim Durazno FC oraz kolumbijskim Deportivo Pasto. Graczem tego drugiego był do końca sezonu 2010, a potem odszedł z klubu.

## Kariera reprezentacyjna
W reprezentacji Urugwaju Anchén zadebiutował 17 lipca 2001 roku w zremisowanym 1:1 meczu fazy grupowej Copa América 2001 z Kostaryką. Na tamtym turnieju, zakończonym przez Urugwaj na 4. miejscu, zagrał jeszcze w pojedynkach z Hondurasem (0:1) w fazie grupowej, w ćwierćfinale z Kostaryką (2:1), w półfinale z Meksykiem (1:2) oraz w meczu o 3. miejsce z Hondurasem (2:2, 4:5 w rzutach karnych).
W latach 2001-2002 w drużynie narodowej Anchén rozegrał łącznie 6 spotkań.